# Stazione di Regoledo
La stazione di Regoledo era una fermata ferroviaria posta sulla linea della Valtellina e integrata rispetto alla funicolare realizzata per il collegamento con lo stabilimento idroterapico allora noto come Grand Hotel Regoledo.

## Storia
La fermata venne soppressa il 14 dicembre 2014, anche se l'impianto risultava privo di traffico dal 1994.

## Strutture e impianti
La fermata era dotata di un modesto fabbricato per i viaggiatori in attesa. Costruito su un solo piano (poi demolito).
L'edificio era adiacente a quello della funicolare di maggiori dimensioni. Il marciapiede, comune ad entrambi gli impianti, era raggiungibile per mezzo di un apposito sottopasso ferroviario caratterizzato da un vistoso portale, ancora visibile, che si apriva sulla strada provinciale 72.
Dopo la demolizione del fabbricato FS, venne utilizzato quello della funicolare fino al 2014.